# Blac Youngsta
Сэмми Маркес Бенсон (род. 8 апреля 1990, Мемфис, Теннесси), также известный под псевдонимом Blac Youngsta — американский рэп-исполнитель, выступавший под лейблом Yo Gotti’s Collective Music Group aka CMG и его эгидой Epic Records. Наиболее известные синглы — «Hip Hopper» (2017) и «Booty» (2018), который занял 73 позицию в Billboard Hot 100. Обе песни получили золотые сертификации Американской ассоциации звукозаписывающих компаний. появляются на его дебютном студийном альбоме 223, который достиг 42 позиции в чарте Billboard 200 .

## Биография и начало карьеры
Cэмми родился на Макмиллан-Стрит на юге Мемфиса, штат Теннесси. Вместе со своими двумя братьями воспитывался бабушкой и дедушкой. Несмотря на наличие работы, им было тяжело прокормить троих детей. Деду удалось устроить Сэмми на работу в местный продуктовый магазин, когда ему было всего 7 лет. Однако он был уволен, когда менеджер поймал его за поддельными заказами, которые он делал, чтобы пронести еду домой. Потеряв работу, был осуждён за продажу наркотиков и оружия. 
После всего этого, в 2012 году, он начал устраивать районные вечеринки, что сделало его популярным на юге Мемфиса. Вскоре после этого он начал музыкальную карьеру выпустил свой дебютный микстейп «Fast Bricks» . 

## Дальнейшее творчество
Его прорывная песня «Heavy» была выпущена в 2015 году и привлекла внимание Yo Gotti, который появился на ремиксе песни и подписал контракт на лейбле CMG. Первый микстейп Blaca в составе CMG — «I Swear To God».был выпущен 24 сентября 2015 года. В нём принимали участие гости из Yo Gotti и Boosie Badazz. Последний альбом выпущен в 2019 году и имеет название «Church On Sunday». 

## Создания своего лейбла «Heavy Camp»
Heavy Camp — это лейбл звукозаписывающего лейбла при коллективной музыкальной группе Yo Gotti (CMG), основанной Blac Youngsta. Нынешний президент лейбла Мелисса Кеклак .